# Jadów
Jadów [ˈjaduf] là một ngôi làng ở hạt Wołomin, Masovian Voivodeship, ở khu vực đông trung bộ của Ba Lan. Đó là vị trí của gmina (khu hành chính) được gọi là Gmina Jadów. Nó nằm khoảng 31 kilômét (19 mi) về phía đông bắc của Wołomin và 52 km (32 mi) về phía đông bắc Warsaw
Ngôi làng có dân số là 1.200 người.

## Lịch sử
Bắt đầu của Jadów là mốc thời gian thuộc thời trung cổ vào thế kỷ 14/15. Nhờ vào vị trí trên một tuyến đường thương mại Jadów vào năm 1475, ngôi làng đã đạt được một đặc quyền thị trường và luật tổ chức hội chợ.

## Kiến trúc
Ngôi làng có một nhà thờ bằng gạch cao vút dành riêng cho Lễ Thánh Giá. Năm 1474, nhà thờ đầu tiên được xây dựng bởi hoàng tử Mazovian Bolesław IV. Phần có giá trị nhất của khu đô thị là quảng trường chợ nhỏ với những ngôi nhà chung cư nằm xung quanh.

## Người Do Thái ở Jadów
Giữa hai cuộc chiến tranh thế giới, có khoảng 1500 người Do Thái sống ở Jadów, tương đương 90% cư dân của làng. Phong trào Zion đã hoạt động trong làng. Cùng với việc chiếm đóng làng của quân đội Đức Quốc xã vào năm 1939, nhiều quy định hạn chế bắt buộc đối với người Do Thái, bao gồm các khoản thanh toán, đeo một dải được xác định là một người Do Thái trên cánh tay, buộc lao động làm việc, v.v. Vào tháng 9 năm 1942, hành động giết chóc (tiếng Đức “aktion”) được thực hiện bởi quân đội Đức Quốc xã, nơi có khoảng. 800 người Do Thái bị bắn chết. Tất cả những người còn lại được gửi đến trại hủy diệt Treblinka.

## liên kết ngoài
- Ảnh vệ tinh
- Cộng đồng Do Thái ở Jadów trên Virtual Shtetl